# Luciferáza

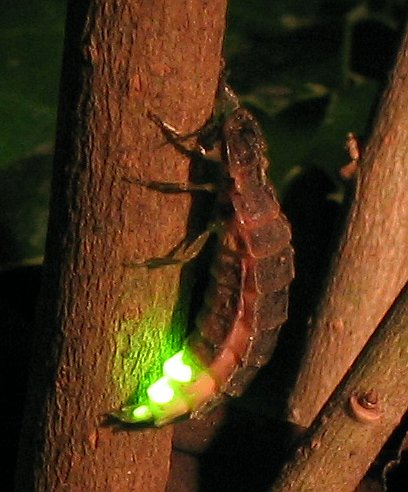
Světluškovití

Luciferáza je obecný název pro některé enzymy umožňující bioluminiscenci živočichů - jev, při kterém živé organismy produkují světlo. Známým příkladem je luciferáza typu Firefly, kterou využívají světlušky. Jako luciferáza a luciferin se však označuje jakýkoliv pár enzym-substrát, který za přítomnosti ostatních nespecifických reaktantů reaguje za vzniku světla.

## Mechanismus
Luciferázy typu Firefly jsou, stejně jako všechny ostatní známé luciferázy, oxidoreduktázy, které katalyzují oxidaci (oxygenaci) pigmentu luciferinu za přítomnosti ATP a hořečnatých kationtů. Reakce probíhá ve dvou stupních:
luciferin + ATP → adenylluciferin + PPi
adenylluciferin + O2 → oxyluciferín + AMP + hν
Během tohoto procesu se 96 % energie uvolní jako viditelné světlo. V běžné žárovce se oproti tomu na světlo přemění jen asi 10 % energie a zbytek se přemění na teplo. Proto se bioluminiscenční světlo někdy označuje jako studené.